# Studentenverbindung

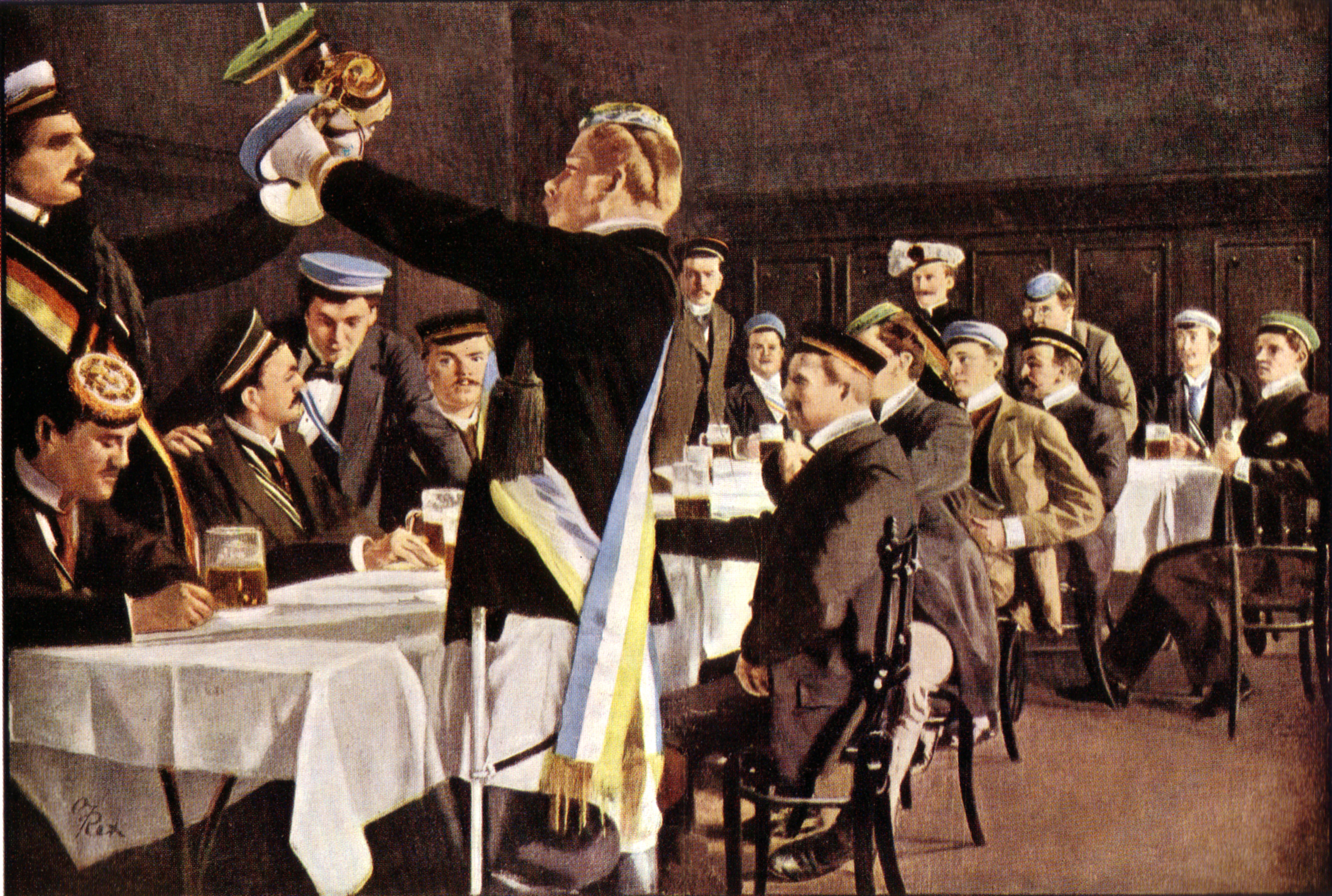
Tyska Studentenverbindungen i Prag 1900.

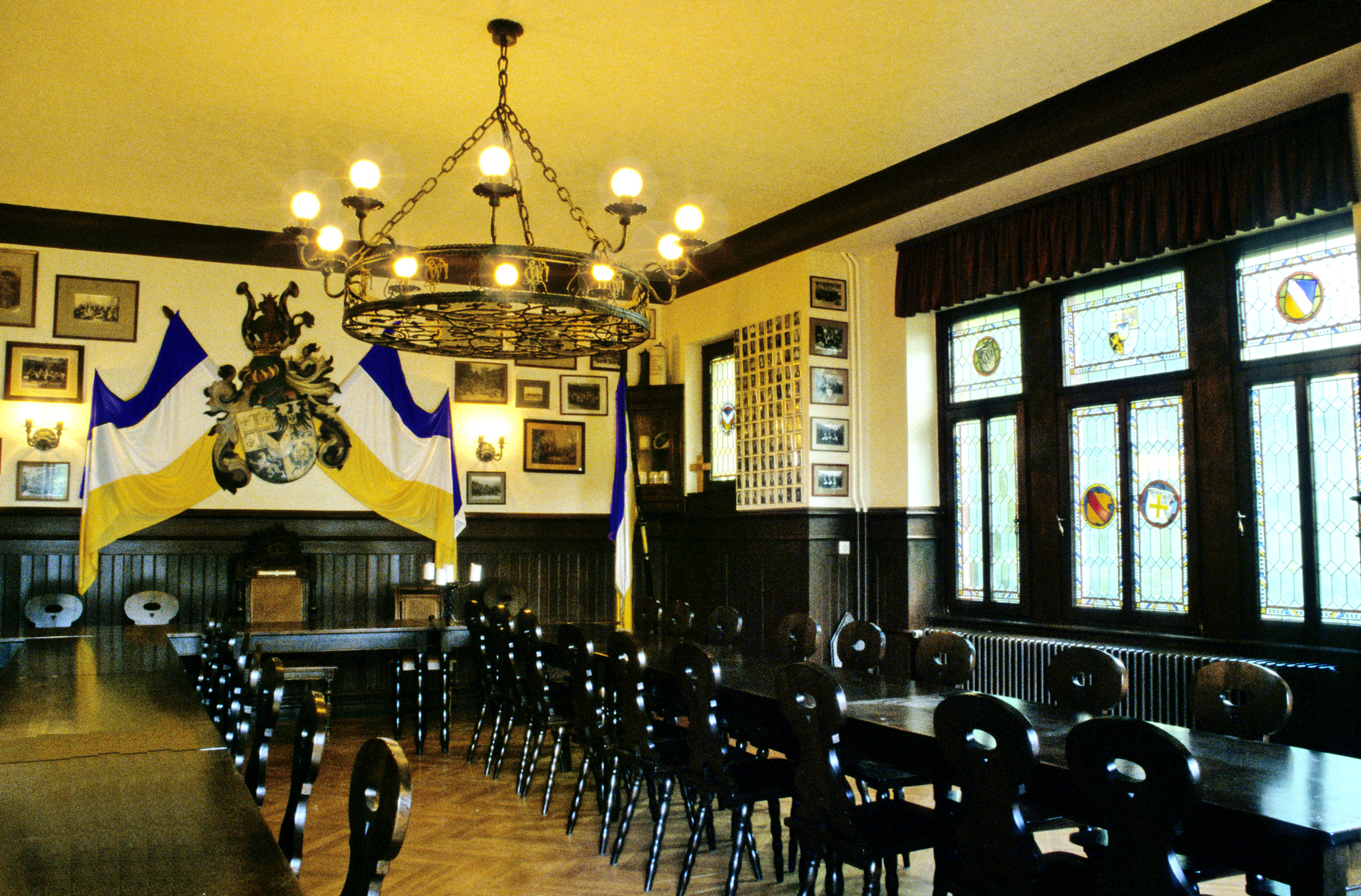
En Kneipsal i Heidelberg.

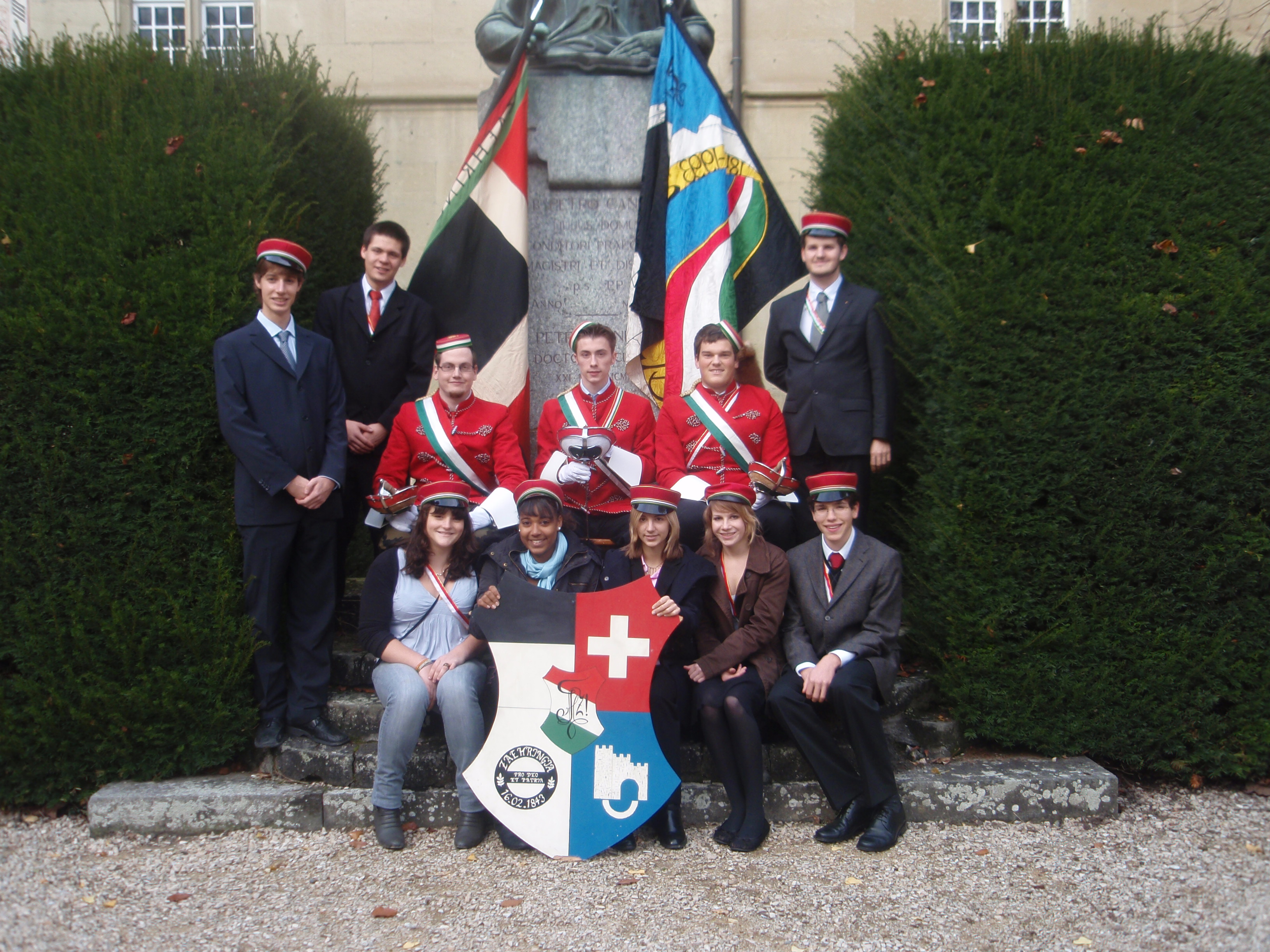
Blandad Studentenverbindung i Fribourg.

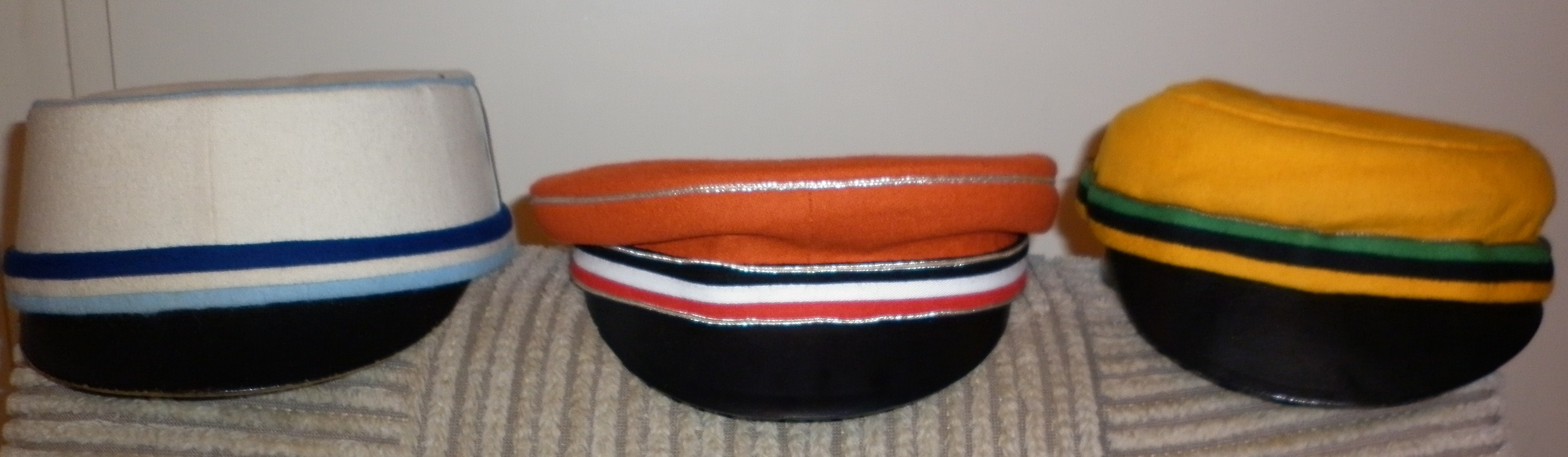
Några exempel på tyska studentmössor.

Studentverbindung är den tyska motsvarigheten till det som på svenska kallas studentnationer. Liksom de svenska nationerna uppkom de inspirerade av de nationer som utländska studenter var tvungna att tillhöra under medeltiden vid de första universiteten i Bologna och Paris.
I Tyskland startades Landsmanschaften som senare utvecklade sig till dagens Verbindungen. De äldsta bytte namn från Landsmanschaft till det mer neutrala Corps (korporationer) under början av 1800-talet. Senare har tillkommit de ursprungligen politiskt och nationellt inriktade Burschenschaft (vilka i Sverige blivit mer kända eftersom de spelade en roll i Tysklands enande och deras flagga övertogs av tyska staten) samt nya landsmannschaften. I och med att Romersk-katolska kyrkan förbjöd mensurfäktning, ett förbud som varade under över 100 år men idag är avskaffat, bildades Katolska Verbindungar (KV), senare även protestantiska, judiska och andra konfessionella. Det finns även Sängerschaft med inriktning på sång, Turnerschaft med inriktning på sport, Akademische Vereine och flera andra små paraplyorganisationer.
I en studentverbindung är man vanligtvis Aktiv medlem 3-6 terminer, så kallad Inaktiv, tills man tagit sin examen, och seniormedlem (Alter Herr) resten av livet. Oftast utgörs de aktiva medlemmarna av c:a 10 personer som vanligtvis bor tillsammans och i ett vackert Verbindungshus med anställd hushållerska. Hela medlemsantalet brukar vara några hundra. Finansieringen sker huvudsakligen av die Alte Herren.
En gammal studentstad i Tyskland kan ha upp till ett 100-tal olika verbindungar, där alla inte ens känner till varandras existens. De flesta studentverbindungar har bara manliga medlemmar, men även blandade finns. Många studentverbindungar praktiserar mensurfäktning, och i princip alla firar med viss regelbundenhet Kneipe eller Kommers, en studentikos ölsittning. Nästintill samtliga har en vapensköld och en flagga, och de allra flesta bär studentband och studentmössor (ofta även så kallad Kneipjacke) i verbindungens färger.
De baltiska Corps har inspirerats av de tyska Corpserna vad gäller utformning av vapen, flaggor, studentmössor etc, men har i övrigt huvudsakligen egna traditioner. Den svenska studentmössan är en kopia av de tyska verbindungarnas studentmössor, fast det förmedlades via den danska studentmössan.